# 機動装甲ダイオン
『機動装甲ダイオン』（きどうそうこうダイオン）は、1992年12月18日にビック東海から発売されたスーパーファミコン用の縦スクロールシューティングゲーム。日本国外版のタイトルは『Imperium』となっている。

## 概要
ショットとボムのオーソドックスな縦スクロールシューティングゲーム。残機はライフ制を採用しており、自機の武器やスピードはボタン操作で自由に切り替えられる。
本作の特徴は、武器がレベルで管理されている点で、敵を倒すと経験値が貯まり、一定値になると武器が増え、全てを集めた後は武装が強化されていく（最大レベル3まで）。ただし、敵の攻撃を受けるとレベルが下がってしまう。
敵機の弾が見づらく攻撃も激しい上、武器が強化しづらいのでやり直しが難しく、難易度はやや高くなっている。
メカニックデザイナーはスタジオOX（村田護郎・杉田篤彦）、音楽は佐藤天平。

## ゲーム内容

### 武器
メインショット
初めから使用できる武器。レベルが上がるとショットが2連から4連、5連へとパワーアップする。
レーザー
前方へ緑色の太いレーザーを発射する。レベルが上がると2連、4連（太いビーム+細いビーム）、レベル3ではさらに前方の斜め2方向へも発射される。
ホーミング
敵機を自動的に追跡するショット。威力は他の武器と比べると弱い。
全方向ショット
入力した方向とは逆方向へ手裏剣状のショットを広範囲に発射する。
ボム
発射すると後方からミサイルが飛んでくる。画面上の全ての敵にダメージを与え、敵弾を消すことが出来るが、自機の無敵時間は無い。

## ストーリー
千年もの昔に人類が絶滅した遠く離れた要塞惑星ゼクトロン。そこでは超科学により進化した一部のロボットが、彼らを「主人」と認識させられ、使役するよう運命付けられたその他の機械生命体を奴隷とする社会が成立していた。
西暦2027年、突然衛星軌道上にワープし、侵攻を開始した機械生命体により、当初地球人類はなすすべなく地球連邦軍は壊滅、各都市も陥落してしまう。地球連邦軍は独自に開発した新開発のアクティブアーマー「ダイオン」と母艦レイノアによって敵惑星本体を強襲する作戦を立案するが、ゼクトロン側もそれを黙って見ているはずもなく、素早く計画を察知し、遊撃部隊を出撃前のレイノアに襲い掛かる。
敵機を振り切るため緊急発進したレイノアの中で、試験飛行すらこなしていないダイオンがカタパルトに乗せられ発進を待つ。果たしてダイオンは機械生命体を絶滅し、地球の危機を救うことが出来るのか…。

## スタッフ
- プロデューサー：きのしたかずあき
- パブリシティ：山下浩史
- ディレクター：YAZAWACHAN
- 企画：はやかわよう
- メカニカル・デザイン：村田護郎（スタジオOX）、杉田篤彦（スタジオOX）
- メイン・プログラマー：今井盛徳
- システム・プログラマー：浅川水斗志
- プログラマー：柳沼歳明、さだきよひとし
- グラフィック：はやかわよう、横浦優、ようやまなおき
- ツール・プログラマー：浅川水斗志
- サウンド：佐藤天平、さとうたつや、うえまつひろき

## 評価
ゲーム誌『ファミコン通信』の「クロスレビュー」では合計21点（満40点）、『ファミリーコンピュータMagazine』の読者投票による「ゲーム通信簿」での評価は以下の通りとなっており、16.32点（満30点）となっている。この得点はスーパーファミコン全ソフトの中で304位（323本中、1993年時点）となっている。
| 項目 | キャラクタ | 音楽 | 操作性 | 熱中度 | お買得度 | オリジナリティ | 総合  |
| 得点 | 2.55       | 2.73 | 2.86   | 3.00   | 2.77     | 2.41           | 16.32 |